# Lentegí
Lentegí – gmina w Hiszpanii, w prowincji Grenada, w Andaluzji, o powierzchni 23,76 km². W 2011 roku gmina liczyła 333 mieszkańców.